# Мартинес-Бордью, Мария дель Кармен
Мари́я дель Ка́рмен Марти́нес-Бордью́-и-Фра́нко (исп. María del Carmen Martínez-Bordiú y Franco; род. 26 февраля 1951 года, Мадрид, Испания) — испанская аристократка и общественный деятель. Согласно испанскому законодательству, с 2006 года она предшествовала своему младшему брату в качестве наследницы герцогства её матери, а в 2017-м (после смерти матери) стала 2-й герцогиней Франко и грандом Испании.

## Рождение и молодость
Она родилась во дворце Эль-Пардо в Мадриде в семье Кристобаля Мартинеса-Бордью, 10-го маркиза Вильяверде, и Кармен Франко-и-Поло, 1-й герцогини Франко. Её дедушка и бабушка по материнской линии — испанский диктатор Франсиско Франко и Кармен Поло-и-Мартинес-Вальдес, 1-я сеньора Мейрас. Её дедушкой и бабушкой по отцовской линии были Хосе Мария Мартинес-и-Ортега (1890—1970) и Мария де ла O Бордиу-и-Баскаран, 7-я графиня Аргильо (1896—1980). Мария была первой и любимой внучкой Франко, хотя у неё было ещё 6 братьев и сестер: Мария де ла O (Мариола), Франсиско (Франсис), Мария дель Мар (Мэрри), Хосе Кристобаль (Кристобаль), Мария де Аранзазу (Аранча) и Хайме Фелипе (Хайме).

## Первый брак
Кармен вышла замуж 8 марта 1972 года в часовне дворца Эль-Пардо в Мадриде когда ей было 21, за Альфонсо, герцога Анжуйского и Кадисского, сына инфанта Хайме, герцога Сеговии и внука короля Испании Альфонсо XIII. Генералиссимус Франко назначил Альфонсо герцогом Кадисским и сделал его Королевским Высочеством, делая Кармен принцессой.
У Альфонсо и Кармен двое сыновей:
- Франсиско де Асис, Герцог Бурбонский (22 ноября 1972, Мадрид — 7 февраля 1984, Памплона)
- Луис Альфонсо, герцог Анжуйский (род. 1974).

Генералиссимус Франко умер 20 ноября 1975 года и семья потеряла свою политическую власть. Альфонсо и Кармен расстались в 1979 году, получили гражданский развод в 1982 году и аннулирование в 1986 году. Альфонсо получил опеку над сыновьями.

## Второй брак и семейные трагедии
Кармен после расставания с Альфонсо жила с французом итальянского происхождения Жаном Мари Росси (род. 18 ноября 1930, в Париже), бывшим в разводе с Барбарой Хоттингуэр, от которой у него были дочери-близнецы Матильда и Марелла 1971 года рождения и сын Фредерик. 11 декабря 1984 года в Рюэй-Мальмезоне она вышла за него замуж в соответствии с гражданским правом. Этот год был ужасным для пары. В феврале сын Кармен, Франсиско де Асис, погиб в автомобильной аварии, и чуть позже дочь Росси, Матильда, умерла в результате несчастного случая на лодке. Тогда 28 апреля 1985 года в Париже на свет появился последний ребёнок Кармен, Мария Синтия Франсиска Матильда Росси.
В январе 1989 года её первый муж умер в результате несчастного случая во время катания на лыжах в Колорадо, и Кармен была вовлечена в борьбу за право опеки над сыном, Луисом Альфонсо, со своей бывшей свекровью. Она и её второй муж Росси расстались в 1994 году и развелись в 1995 году. Затем она жила с итальянцем, Роберто Федеричи, но отношения завершились в 2004 году.

## Третий брак и первый внук
18 июня 2006 года в Касалья-де-ла-Сьерра, Севилья, она вышла замуж в третий раз за испанца Хосе Кампос Гарсиа (род. 1964, в Сантандере). Она стала бабушкой 6 марта 2007 года с рождением внучки Эухении. В 2006 году она была участником конкурса «Mira quién baila!» испанской версии шоу «Strictly Come Dancing». 28 мая 2010 года Кармен стала бабушкой двух внуков-близнецов, Луиса и Альфонсо.